# Ouida
Marie Louise Ramé či Ouida (1. ledna 1839, Bury St. Edmunds – 25. ledna 1908, Viareggio) byla anglická spisovatelka. Ouida byl její pseudonym, i když by bývala raději známá jako Marie Louise de la Ramée. Během své kariéry Ouida napsala více než 40 románů, povídek, knih pro děti a esejů.

## Životopis
Maria Louise Ramé se narodila v Bury St. Edmunds v Anglii. Její matka, Susan Sutton, byla dcerou obchodníka s vínem; její otec pocházel z Francie. Svůj pseudonym odvodila z vlastní dětské výslovnosti křestního jména „Louise“. Takto popsala své vzpomínky na rodiště: „To čisté, tiché, starobylé město, které mě vždy přivádí na mysl staré služebné oblečené na večírek; nejnepříjemnější ze všech míst, kde ulice jsou zarostlé trávou jako pastviny. Obyvatelé jsou nuceni zvonit na své vlastní domovní zvonky, aby jim nezrezivěli nedostatkem použití."

## Kariéra

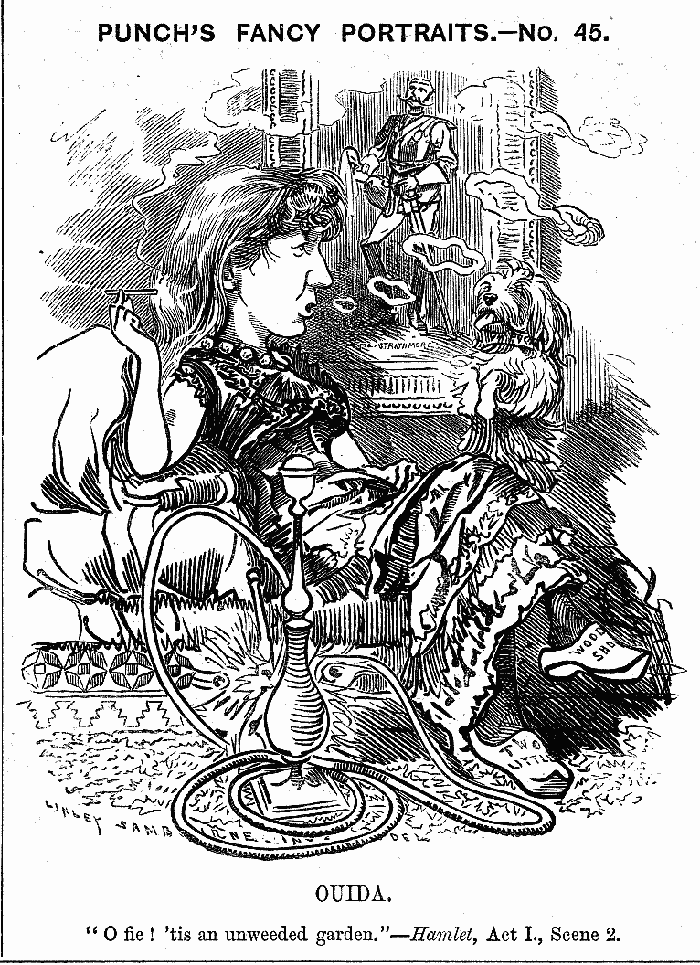
Kresba, karikatura Ouidy

V roce 1867 se Ouida přestěhovala do hotelu Langham v Londýně. Tam podle propagačních materiálů hotelu psala v posteli při svíčkách, se zataženými závěsy, aby ji nerušilo denní světlo, a byla obklopena fialovými květy. Platila obrovské účty za hotel a květiny, často až 200 liber týdně a pořádala večírky s důstojníky, politiky, literárními hvězdami včetně Oscara Wildea, Algernona Swinburna, Roberta Browninga a Wilkieho Collinse a umělci včetně Johna Millaise. Mnoho jejích příběhů a postav bylo založeno na lidech, které zvala do svého apartmá v hotelu Langham. Ouidu popsal William Allingham ve svém deníku z roku 1872 jako ženu malého vzrůstu, se „zlověstnou, chytrou tváří“ a „hlasem jako řezbářský nůž“. 
Po mnoho let Ouida žila v Londýně, ale kolem roku 1871 se přestěhovala do Itálie. V roce 1874 se natrvalo usadila se svou matkou ve Florencii a tam se dlouhodobě věnovala psaní. Nejprve si pronajala byt v Palazzo Vagnonville. Později se přestěhovala do Villa Farinola ve Scandicci, jižně od Bellosguarda, tři míle od Florencie, kde žila ve velkém stylu, bavila se, sbírala umělecké předměty, draze ale nepříliš vkusně se oblékala, jezdila na koni a chovala mnoho psů, které velmi milovala. Po určitou dobu žila v Bagna di Lucca, kde je má i svou pamětní desku. Prohlásila, že od svých vydavatelů nikdy nedostala více než 1 600 liber za jakýkoli román, ale že našla "americký důl bohatství“. V románu Masakr (The Massarenes) (1897) podala obraz chlípného, povýšeného milionáře uprostřed elegantní londýnské společnosti. Ouida si této knihy velmi cenila, kniha byla velmi úspěšná i z hlediska prodeje. Od té doby psala hlavně pro přední časopisy eseje o sociálních otázkách nebo literární kritiku, která nebyla honorována. Inspirací pro její romány byla společnost, kterou znala a místa kde žila. Britská a americká kolonie ve Florencii byla satirizována v jejím románu Přátelství (Friendship) z roku 1878. Ouida se považovala za seriózní umělkyni. Inspirovala se zejména Byronem a zajímala se o umělce všeho druhu. V jejích pozdějších románech se objevily soucitné popisy tragických osudů malířů a zpěváků. Její práce často kombinuje romantismus se sociální kritikou. Ve svém románu Puck mluvící pes sděluje své názory na společnost a jeho "ústy" tak vyjadřuje svůj pohled autorka. Byla velkou milovnicí a ochranářkou zvířat a občas vlastnila až třicet psů.

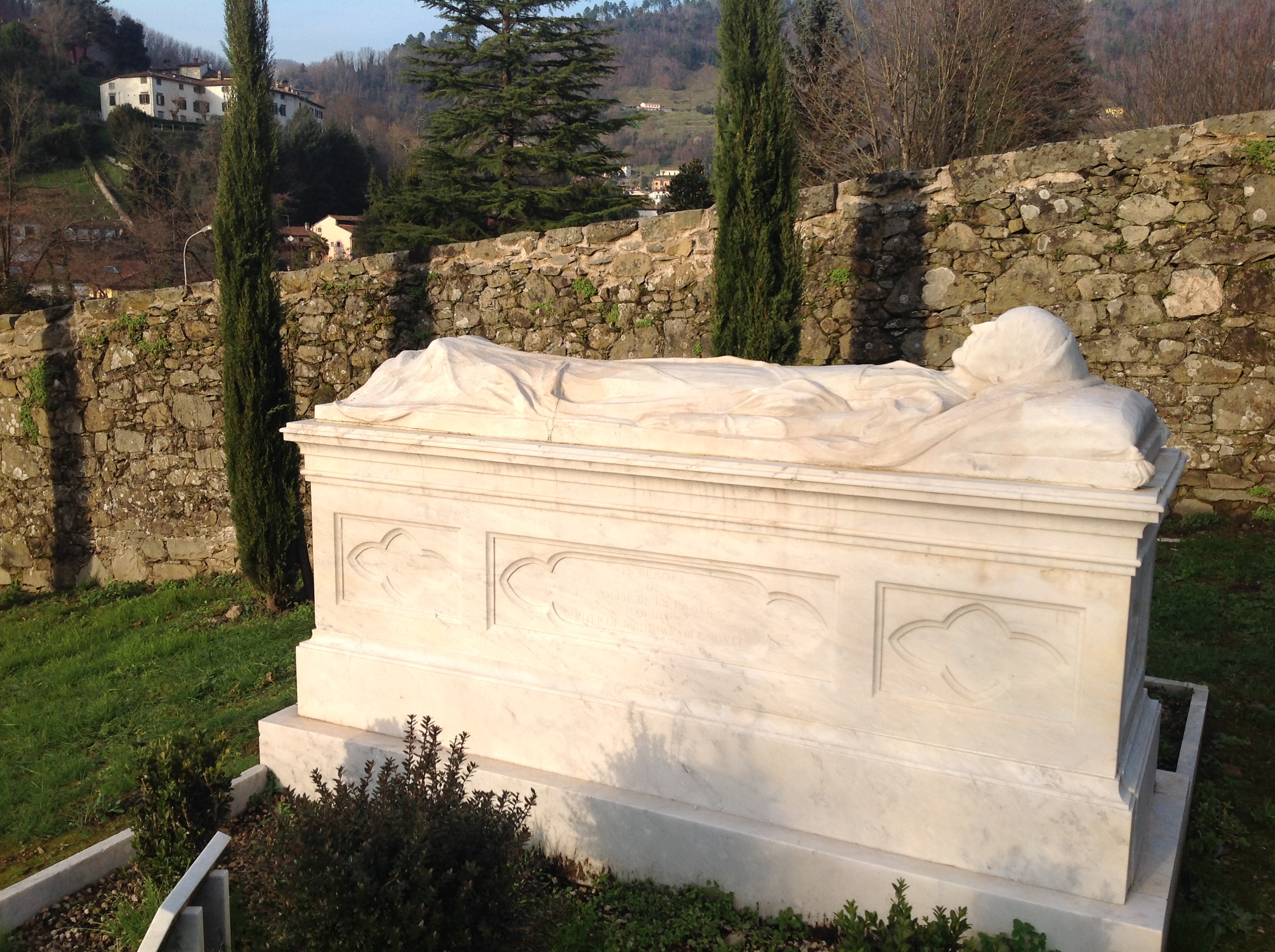
Hrobka Ouidy na anglickém hřbitově v Bagni di Lucca

I když byla úspěšná autorka, své finance příliš nezvládala. Roční rentu ve výši 150 £ ročně jí nabídl britský předseda vlády Sir Henry Campbell-Bannerman na žádost Alfreda Austina, George Wyndhama a Walburgy, lady Paget, blízké přítelkyně královny Viktorie. Ouida rentu na žádost svých přátel neochotně přijala.
Nadále žila v Itálii až do své smrti 25. ledna 1908. Zemřela na zápal plic ve Viareggiu. Je pohřbena na anglickém hřbitově v Bagna di Lucca v Itálii.

## Práva zvířat
Ouida byla zastáncem práv zvířat a bojovala proti vivisekci zvířat. Je autorkou knihy The New Priesthood: A Protest Against Vivisection (Nové kněžství: Protest proti vivisekci.
Ouida je autorkou článků odsuzujících pokusy na zvířatech v časopise "Gentleman's Magazine" a "The Fortnightly Review". Postavila se proti obchodu s kožešinami a lovu zvěře.

## Literární kariéra

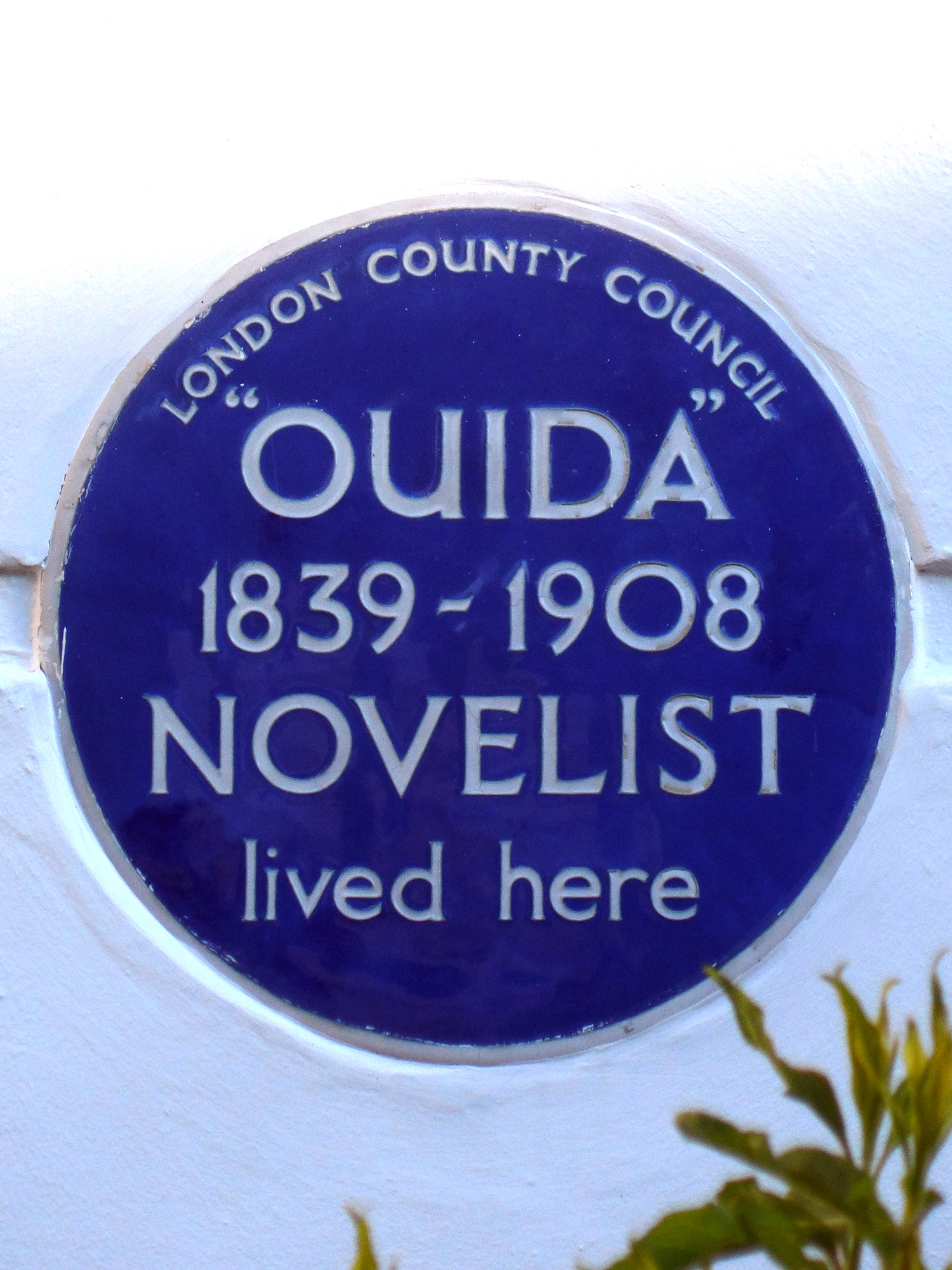
Pamětní deska na sídle London County Council z roku 1952, Hammersmith, Londýn W6

Během své kariéry Ouida napsala více než 40 románů, knih pro děti, sbírek povídek a esejů. Její práce měla několik fází.
V roce 1863, když jí bylo 24 let, vydala svůj první román Drženo v otroctví (Held in Bondage). Později tvrdila, že ve věku 16 let napsala svůj dobře přijímaný román Idalia (1867), ve které představila vzpurnou ale nevinnou hrdinku sympatizující s italským bojem za nezávislost. 
V jejím raném období byly její romány považovány za „pikantní“ a „odvážné“, což byl kontrast k „moralistické próze rané viktoriánské literatury“ (Tom Steele) Později se její tvorba stala typickou svou historizující romantikou, i když nikdy nepřestala komentovat současnou společnost. Napsala také několik příběhů pro děti. Středně úspěšná, žila luxusním životem a zaujala mnoho literárních osobností té doby. Jeden z jejích nejslavnějších románů Under Two Flags (Pod dvěma vlajkami) popsal Brity v Alžírsku. Vyjadřovala soucit s francouzskými kolonisty - s nimiž se Ouida hluboce ztotožňovala - a do jisté míry i s Araby. Román byl upraven pro jeviště a byl šestkrát zfilmován. Její román Flanderský pes (A Dog of Flanders) je považován za dětskou klasiku ve velké části Asie. Americký spisovatel Jack London uvedl, že její román Signa, který četl v osmi letech, byl jeden z osmi důvodů pro které se stal spisovatelem.
Její životní styl ji nakonec dovedl k finanční zkáze a její díla byla dána do dražby, aby bylo možno splatit její dluhy. Zemřela v Itálii na zápal plic. Krátce po její smrti uspořádali její přátelé veřejnou sbírku na památník s jejím jménem  a fontánkou, ze které se mohou napít koně a psi. Nápis na památníku složil lord Curzon:

## Odkaz
Britský skladatel Frederic Hymen Cowen a jeho libretisté Gilbert Arthur à Beckett, H.A. Rudall a Frederic Edward Weatherly získali práva na její román Signa z roku 1875. Podle románu napsali operu pro Královskou operu (Palace Theatre) v Londýně. Bohužel po mnoha problémech nebylo dílo uvedeno v Londýně, poprvé bylo představeno ve zkrácené verzi v Teatro Dal Verme v Miláně 12. listopadu 1893. Po další úpravě a dalším zkrácení byla opera později uvedena jako dvouaktovka v Covent Garden v Londýně dne 30. června 1894.

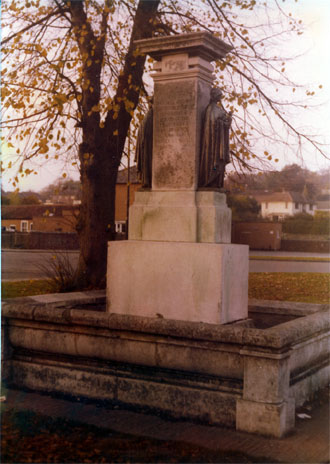
Památník Ouidy, Bury St. Edmunds

Později Pietro Mascagni zakoupil práva na příběh Dvě malé dřevěné boty (Two Little Wooden Shoes) a hodlal jej upravit jako operu. Jeho přítel Giacomo Puccini se o příběh začal zajímat a zahájil soudní řízení s tvrzením, že protože Ouida byla v dluzích, měla by být práva na její díla dána do dražby aby se získaly prostředky pro věřitele. Soud vyhrál a přesvědčil svého vydavatele Ricordiho, aby se práva zakoupil. Poté, co Ricordi zvítězil, Puccini ztratil zájem a operu nikdy nezkomponoval. Mascagni později na základě příběhu složil operu pod názvem Lodoletta.

## Odkaz a vyznamenání
Krátce po její smrti uspořádali její přátelé sbírku v Bury St Edmunds, kde nechali instalovat fontánu pro koně a psy s jejím jménem.   Jeho nápis složil lord Curzon:
Její přátelé postavili tuto fontánu v místě jejího narození. Tady mohou Boží stvoření, která milovala, uklidnit svou něžnou duši, když pijí.
Její přátelé postavili tuto fontánu v místě jejího narození. Tady mohou Boží stvoření, která milovala, pijíc, utišit svou něžnou duši. lord Curzon

Autorka „Rita“ Humphreys (Eliza Margaret Jane Humphreys, 1850–1938) napsala oslavný článek o Ouidě a krátce po její smrti jej zaslala tisku. Byl čten při odhalení Ouidina památníku. Když byla Rita mladou dívkou, byla Ouida populární, ale jako mladé dívce jí bylo zakázáno číst Ouidiny knihy. Vynahradila si to později zakoupením každé knihy napsané Ouidou a uchováním jejích knih ve své knihovně po zbytek života.